# La Ferté-Gaucher
La Ferté-Gaucher település Franciaországban, Seine-et-Marne megyében. Lakosainak száma 4762 fő (2022. január 1.). La Ferté-Gaucher Bellot, Saint-Barthélemy, Saint-Léger, Saint-Mars-Vieux-Maisons, Saint-Martin-des-Champs, Chartronges és Jouy-sur-Morin községekkel határos.

## Népesség
A település népességének változása:
| Lakosok száma | 4770 | 4802 | 4875 | 4860 | 4902 | 4933 | 4877 | 4820 | 4762 |
|               | 2013 | 2015 | 2016 | 2017 | 2018 | 2019 | 2020 | 2021 | 2022 |